# Nebria surturalis
Nebria surturalis är en skalbaggsart som beskrevs av Leconte 1850. Nebria surturalis ingår i släktet Nebria och familjen jordlöpare. Inga underarter finns listade i Catalogue of Life.